# Jutta Langenau

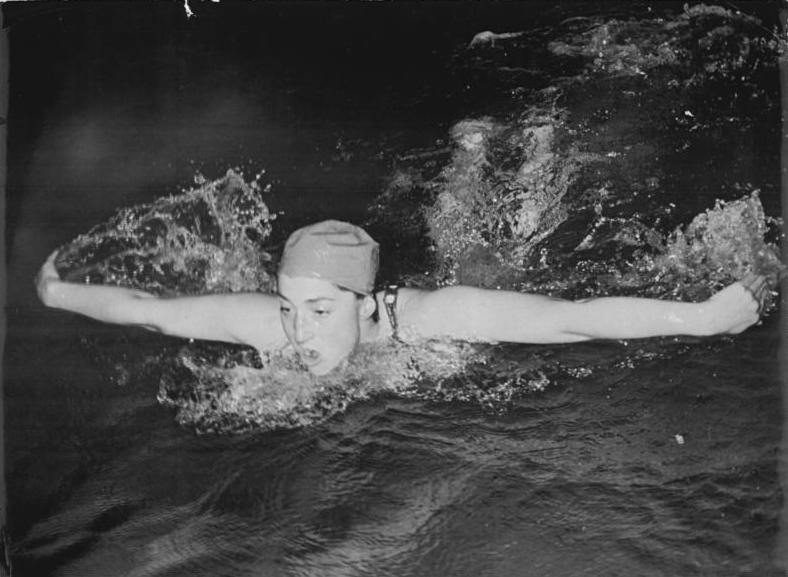
Jutta Langenau im September 1954 beim Training

Jutta Langenau, geb. Großmann (* 10. Oktober 1933 in Erfurt; † 9. Juni 1982 ebenda) war eine deutsche Schwimmsportlerin.

## Leben und sportliche Entwicklung
Die Sportlerin trainierte beim SV Empor Erfurt bis 1954, SC Turbine Erfurt ab 1954, unter anderem im 50-m-Becken des Nordbades Erfurt. 1954 wurde sie in Turin in Weltrekordzeit von 1:16,6 min Europameisterin über 100 m Schmetterling und holte damit den ersten Europameistertitel für die DDR. Außerdem war sie zwischen 1949 und 1959 14-mal Ostzonen- bzw. DDR-Meisterin und stellte 43 Landesrekorde auf. 
Von 1956 bis 1978 arbeitete sie als Trainerin an der Kinder- und Jugendsportschule Erfurt und nach der Geburt ihres dritten Kindes als Sportlehrerin an einer allgemeinbildenden Polytechnischen Oberschule in Erfurt. 
Von 1954 bis 1958 vertrat sie die FDJ in der Volkskammer der DDR.